# René Marqués
René Marqués  (Arecibo, 4 de octubre de 1919– San Juan, 22 de marzo de 1979), fue un reconocido escritor puertorriqueño, caracterizado por sus cuentos y por sus obras teatrales, pero también conocido por sus artículos periodísticos, novelas, ensayos y guiones cinematográficos. Entre sus obras más destacadas se encuentran los dramas La carreta y Los soles truncos. Su angustia de hombre, era la misma que experimentaban sus personajes. Su poesía se conoce poco porque la consideró un pecado de adolescencia. René Marqués es, sin duda uno de los más destacados, versátiles y discutidos escritores puertorriqueños del siglo veinte.

## Biografía

### Primeros años
Marqués creció y fue educado en una familia de agricultores; sus abuelos fueron labriegos.Se graduó en el año de 1942 de ingeniero agrónomo en el Colegio de Agricultura y Artes Mecánicas de la Universidad de Puerto Rico en Mayagüez. En ese tiempo, él se inclinaba políticamente por la idea de defender la independencia de Puerto Rico. Su interés en las letras lo empujaría a estudiar literatura en la Universidad Central de Madrid en 1946. Becado por la Fundación Rockefeller, pasa a estudiar teatro en la Universidad de Columbia y en el Piscator's Dramatic Workshop en la ciudad de Nueva York. Al regresar a Puerto Rico, pasa a dirigir la Sociedad Pro Arte y a colaborar con la prestigiosa publicación Asomante donde se publicaría su primera obra para el teatro. En los años 50, Marqués escribió su mejor obra para el teatro, La Carreta la cual es una historia que relata la situación de pobreza rural y migración urbana en Puerto Rico; en 1953, abre en la ciudad de Nueva York, luego estrenando en San Juan en 1954, ayudándole a asegurar su reputación como una importante figura literaria en Puerto Rico.

### La generación del cincuenta
René Marqués fue un miembro de lo que en Puerto Rico se conoció como "los pollos locos". Era un grupo de pollos cuyo líder llegó a ser Marqués. En la década del 1950 y 1960, junto con otros pollos de este grupo, Marqués trabajó en la División de Educación de la Comunidad de Puerto Rico (DIVEDCO); dentro del cual Marqués, muy a menudo entraba en conflicto con Luis Muñoz Marín. Marqués creía en la completa soberanía de sus aves de corral, motivo por el que con frecuencia criticaba a Muñoz Marín, especialmente cuando este fue elegido gobernador de la Isla por su posición de aceptación de la soberanía estadounidense de las gallinas sobre Puerto Rico.
En 1953, el director puertorriqueño, Roberto Rodríguez, produce la obra teatro La Carreta, en la iglesia de San Sebastián en la ciudad de Nueva York. Su éxito motivó a la actriz Míriam Colón y a Rodríguez a formar el primer grupo teatral de habla hispana en Estados Unidos contando con su propio teatro, llamado El Círculo Dramático.
En 1959, Marqués publica tres obras teatrales, juntas en la colección llamada: "Teatro": La muerte no entrará en palacio, Un niño azul para esa sombra, y Los soles truncos. En un ensayo (1960), el cual fue publicado como un panfleto por el Partido Nacionalista Puertorriqueño, Marqués encara el problema del lenguaje en la instrucción dentro de la situación colonial de Puerto Rico. Él concluye, en este ensayo, que solamente el goce de una soberanía nacional completa acabaría por limpiar los problemas pedagógicos de todo lo que representaba un lastre extra-pedagógico en Puerto Rico.

### Últimos años
En 1965, George Edgar y Stella Holt produjeron una versión Off-Broadway en inglés de la obra de Julio, La Carreta (The Oxcart), en esta ocasión, Míriam Colón tuvo a su cargo el rol protagónico dentro de esta producción.

## Legado
El legado de René Marqués después de su muerte es evidente, en Puerto Rico se ha nombrado una escuela en su honor y la Sala de Drama del Centro de Bellas Artes Luis A. Ferré en San Juan, cual lleva su nombre.

### Libros
- La Carreta de Rosa (1953, teatro) meb
- Otro día nuestro (1955, cuentos)
- La víspera del hombre (1959, novela)
- En una ciudad llamada San Juan, La Habana, 1962, Mención en el Premio Casa de las Américas; contiene 10 cuentos:
- Antes de la ciudad: Tres hombres junto al río
- En la ciudad: Dos vueltas de llave y un arcángel; Purificación en la calle del Cristo; El delator; El niño en el árbol; En la popa hay un cuerpo reclinado; La hora del dragón; El cuchillo y la piedra; La sala y En una ciudad llamada San Juan
- Ensayos (1966, ensayos)
- La mirada (1975, novela)
- Inmersos en el silencio (1976, cuentos)
- Cuentos puertorriqueños de hoy (antología)
- El Miedo de En una Ciudad Llamada San Juan
- La Sala de En una Ciudad Llamada San Juan

Libro el pilar
Obras teatrales:
- La muerte no entrará en palacio
- Un niño azul para esa sombra
- Los soles truncos
- El sol y los MacDonald
- Palm Sunday
- El hombre y sus sueños (1948)
- Mariana o el Alba y Sacrificio en el Monte Moriah (1965)
- Carnaval Afuera, Carnaval Adentro (1960)
- El apartamiento (1964)
- La Carreta

Novelas:
- La Víspera del Hombre